# John Lemprière
John Lemprière, né vers 1765 à Jersey et mort le 1er février 1824 à Londres est un professeur universitaire de lettres classiques, lexicographe, et théologien anglais. Il est le fils de Charles Lemprière de Mont-au-Prêtre à Jersey (mort en 1801).

## Biographie
Son père l'inscrit en 1779 au Winchester College où il reçoit un solide enseignement de base. À partir de 1785, il étudie au Pembroke College, à l'université d'Oxford, probablement sur le conseil de Richard Valpy. Il y obtient un BA en 1790, et un MA en 1792, un BD en 1801 et enfin un DD (c'est-à-dire un doctorat en théologie, Doctor of Divinity) en 1803.
Lemprière a vraisemblablement été influencé par un autre élève de Pembroke, le lexicographe Samuel Johnson, qui a fait paraître son fameux Dictionary of the English Language en 1755. Un peu plus de 30 années plus tard, vers 1786, Lemprière commence à travailler sur son propre dictionnaire classique.
En 1787, il est invité par Valpy pour devenir maître assistant à la Reading Grammar School et en 1789, il prêche à la paroisse de Saint-Hélier à la grande fierté de son père. Il acquiert une certaine notoriété grâce à sa Bibliotheca Classica (Classical Dictionary containing a full Account of all the Proper Names mentioned in Ancient Authors), publié à Reading en novembre 1788.

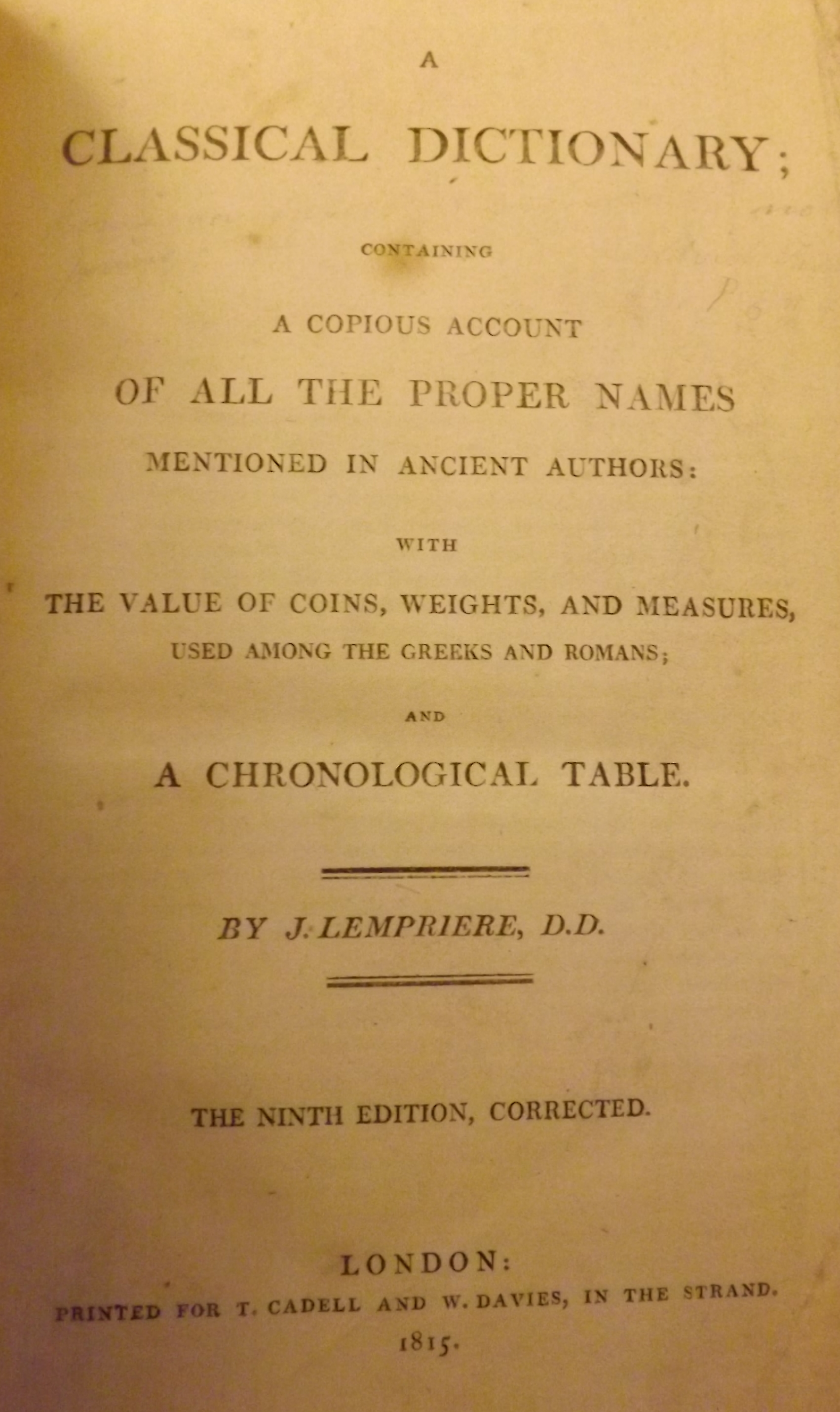
Page de garde de l'édition de 1815 du dictionnaire classique de Lemprière